# Heinonen (sjö i Sotkamo, Kajanaland)
Heinonen är en sjö i kommunen Sotkamo i landskapet Kajanaland i Finland. Den är 5,5 meter djup. Arean är 36 hektar och strandlinjen är 4,9 kilometer lång. Sjön  ingår i Uleälvens huvudavrinningsområde.   Den ligger omkring 49 kilometer öster om Kajana och omkring 470 kilometer norr om Helsingfors. 
Heinonen ligger norr om Syväjärvi. Heinonen ligger nordöst om Hautajärvi. 